# Jansenryggen
Jansenryggen är en bergstopp i Antarktis. Den ligger i Östantarktis. Norge gör anspråk på området. Toppen på Jansenryggen är 2 620 meter över havet.
Terrängen runt Jansenryggen är varierad. Trakten är glest befolkad. Närmaste befolkade plats är Svea, 14,6 kilometer nordväst om Jansenryggen. 